# Коваленко Олександр Михайлович
Ковале́нко Олекса́ндр Михайлович (*24 липня 1875, Ромни — † 17 жовтня 1963, Женева) — український вчений, громадсько-політичний діяч, письменник. Псевдоніми і криптоніми: О. Коваленко-Журбенко, О. К. Журбенко, О. К.
Один з організаторів повстання на панцернику «Потьомкін», інженер, професор, почесний доктор Українського технічно-господарського інституту, викладач математики і механіки.
Після здачі панцерника «Потьомкін» румунській владі жив у Празі, Женеві, Парижі. Вчителював, був вихователем сина Максима Горького. У 1917 р. повернувся в Україну, брав участь в організації морського міністерства УНР. Знову виїхав за кордон (1919), викладав математику у вищих навчальних закладах (1919–1922), з 1922 р. працював в Українській господарській академії (м. Подєбради).

## Ранні роки
Народився в сім'ї міщанина.
1887–1894 — навчався у Роменському реальному училищі, там же закінчив додатковий клас. Навчався з майбутніми всесвітньо відомими вченими Степаном Тимошенком та Абрамом Йоффе. Брав активну участь у національно-просвітницькому та політичному русі. Був одним із засновників роменської «Громади».

## Студентські роки
1896 року вступив до Харківського технологічного інституту. Тут потоваришував зі студентом цього ж інституту Гнатом Хоткевичем, котрий керував підпільним студентським гуртком, до якого вступив і Олександр. Разом з Юрієм Коллардом, Дмитром Антоновичем, Іваном Кухтою і Євлампієм Тищенком заснував «Харківську Українську студентську громаду». До неї входив і 17-річний робітник Панас Матюшенко. Ця організація, зробилася «матір'ю майже всіх наявних українських партій та відіграла таку величезну роль в нашому національному русі й в нашій визвольній боротьбі». (Ю.Коллард, «Спогади юнацьких днів»).
1899 — в інституті відбулися великі студентські заворушення, під час них, зокрема, з вимогою викладання українською мовою, висувалася програма національного відродження. З інституту виключили майже 300 студентів, серед яких були Г.Хоткевич і О.Коваленко. Їм заборонили проживати в Харкові. Через рік Коваленку вдалося поновитися в інституті.
5 лютого 1900 року Коваленко, разом з Михайлом Русовим, Дмитром Антоновичем, Левком Мацієвичем взяв участь в установчих зборах Революційної української партії (РУП), ідеологом якої став Микола Міхновський.
Ведучи активну політичну діяльність, Коваленко зумів закінчити інститут і одержати диплом інженера-технолога.

## Повстання напанцернику «Потьомкін»
1903 — виїхав до Севастополя, де як інженер-офіцер влаштувався на панцерник "Потьомкін".
Вів просвітницьку роботу серед моряків Чорноморського флоту, тим більше, що переважна їх більшість була українцями.
Разом зі своїм інститутським другом Левком Мацієвичем (теж офіцером Чорноморського флоту) створив у Народному домі Севастополя самодіяльний робітничий театр з українським репертуаром, організовував вечори пам‘яті Тараса Шевченка.
14 червня 1905 року під час військових маневрів біля Тендрівської коси у Чорному морі на кораблі спалахнуло повстання. Коваленко був єдиний з офіцерів, що підтримав моряків.
Після початку повстання на «Потьомкіні» було обрано комітет, так звану «суднову комісію», на чолі з Панасом Матюшенком. До складу комісії ввійшов і О.Коваленко.
Повстання на «Потьомкіні» викликало великий резонанс на флоті. На придушення повстання командування Чорноморського флоту 16 (29) червня 1905 року послало 2 ескадри (5 броненосців, 1 крейсер, 7 міноносців). Але моряки ескадри відмовилися стріляти по кораблю. На додаток, броненосець «Георгій Побідоносець» приєднався до повсталого «Потьомкіна».
Саме Олександр Коваленко звернувся з палкою промовою до команди «Георгія Побідоносця»: «…Ми тепер брати не тільки по крові, а й по духу; стоїмо за одне і вимагаємо своє, і доб'ємося того, що потрібно не тільки нам, а й нашим дітям та внукам. Хай живе Свобода!»
25 червня (8 липня) 1905 року, після кількох переходів Одеса-Констанца-Феодосія, не отримавши палива та проводольства, «Потьомкін» вимушений був здатися румунській владі у Констанці.
Коваленко разом з іншими повстанцями отримав політичний притулок у Румунії. Згодом жив у Празі та Парижі. Став однією з найпомітніших постатей в українській політичній еміграції, брав участь у підготовці закордонних українських видань, досконало вивчив кілька європейських мов, студіював наукову літературу.
За кордоном Коваленко познайомився і з Максимом Горьким. Російський письменник настільки проникся високою культурою українського патріота, що запропонував опікуватися його сином.

## Робота в урядіУНР
На початку 1917 року повернувся в Україну, де його залучили до Центральної Ради. Очолив департамент морської освіти в Морському міністерстві УНР. Виїхав на Чорноморський флот. Завдяки його зусиллям, за короткий час понад 20 кораблів підняли прапори УНР. Серед них і панцерник «Потьомкін», що увійшов до складу Українського військово-морського флоту та змінив назву на «Борець за свободу». Але пасивність більшості діячів УНР щодо розбудови власної армії та більшовицька агресія з Росії перервала як будівництво незалежної держави, так і її флоту.
З 1919 року перебував на службі в Українській дипломатичній місії. Спочатку в Женеві, а потім у Парижі обіймав посаду 1-го секретаря Української дипломатичної місії (консула УНР).
1920 — брав участь в асамблеї Ліги Націй як секретар української делегації.

## Діяльність у еміграції
1922 року, коли провідні українські вчені створили в м. Подебрадах (Чехія) Українську господарську академію (УГА), О.Коваленка запросили викладати теоретичну та прикладну механіку. Керував кафедрою, а потім став деканом інженерного факультету, викладав аналітичну геометрію, в останні роки — математику й опір матеріалів.
Викладав математику в університетах багатьох європейських столиць. Його праця «Практична геометрія» зробила переворот у цій галузі. Науковим світом були високо оцінені й інші його монографії з математики та механіки.

## Творчість
Автор спогадів про повстання на «Потьомкіні» — спогадів про 1905 рік "11 днів на броненосці «Князь Потьомкін Таврійський», опублікованих під псевдонімом Журбенко, статей про життя українців за кордоном.
1939 — вийшла його збірка спогадів «З минулого».